# 具德弘禮
具德弘禮（1600年—1667年），又作宏禮，字具德，俗姓張氏。會稽（浙江紹興）人，明末清初臨濟宗僧人。於普陀寺出家。
1573年前往安隱寺參謁漢月法藏，密雲圓悟的第三代傳人，得法於三峰寺漢月法藏，清初任靈隱寺住持。
主事靈隱寺期間,歷時十八年,募資重建靈隱寺，於清聖祖康熙五年（西元1666年）竣工；沿於元朝明代禪風,開堂說法。
師於崇禎十一年，主持雲門光孝寺，實行刀耕火種，一代古德典範。清康熙六年（公元1667年）主徑山法席。
於康熙六年十月示寂，世壽六十八，法臘四十七。存有《具德禮禪師語錄》三十卷。

## 弘法
明崇禎八年（公元1635年），具德和尚至杭州靈隱寺，從譚吉弘忍禪師，協撰《五宗教》。於弘忍禪師示寂之後，具德禪師方四處雲遊掛單，曾於會稽、揚州等處開壇宣法。
具德和尚在靈隱寺重興啟建後，命其弟子戒顯任寺院住持，弘禮自退居杭州雙徑寺。於清康熙六年（公元1667年），赴揚州天寧寺為巨渤和尚封塔，為眾應機說法。七日後圓寂。

## 外部連結
- 具德弘礼 （页面存档备份，存于）